# Egehan Arna
Egehan Arna (Istanbul, 5 gennaio 1997) è un cestista turco.

## Palmarès
- Campionato turco: 4

Fenerbahçe: 2015-16, 2016-17, 2017-18
Anadolu Efes: 2022-23
- Coppa di Turchia: 3

Fenerbahçe: 2016, 2019, 2020
- Coppa del Presidente: 3

Fenerbahçe: 2016, 2017
Anadolu Efes: 2022
- Eurolega: 1

Fenerbahçe: 2016-17